# 移动工作站
移动工作站（英語：Portable Workstation、Mobile Workstation，以及Workstation laptop）在计算机领域常指性能强大，主要用于专业用途（如进行渲染、剪辑视频、编写程序、开发游戏、工程设计等）的笔记本电脑，为可移动型的工作站，具有较为强大的图形处理能力，它们通常拥有更快的图形处理器、更强大的CPU和额外的内存，比如惠普公司的ZBook、戴尔公司的Precision系列产品。此类产品主要针对企业、专业人士。此类产品虽性能强大，但同时也造成了它们普遍体积大、重量大、厚度宽的现象，而因此造成了此类产品与普通笔记本相比，较为不便捷带的缺点。
2010年代後期開始，在YouTube上發表影片的人增加，甚至一部份人成為專職或兼職的YouTuber，為了影片剪輯、音樂創作等影音創作者的需求，筆記型電腦廠商紛紛推出名為「創作者筆電」的移动工作站產品。

## 特点
- 高階CPU
- 高速网络连接
- 高效能顯示卡
- PCIe固態硬碟、SAS硬碟
- 大量RAM

## 制造商
- 戴尔[7]
- 惠普[8]
- 联想[9]
- 雷蛇
- 东芝[10]
- 华硕[11]
- 蘋果公司

## 引用
1. ↑  .   [2022-04-30]. （原始内容存档于2021-11-26）.
2. ↑  Grunin, Lori. . CNET.   [2022-05-01]. （原始内容存档于2022-06-02） （英语）.
3. ↑  . Dell.   [2022-04-30]. （原始内容存档于2022-04-30） （美国英语）.
4. ↑  . www.lenovo.com.   [2022-05-01]. （原始内容存档于2022-05-07） （英语）.
5. 1 2  . WhatIs.com.   [2022-04-30] （英语）.
6. 1 2  . EDUCBA. 2021-05-27  [2022-04-30]. （原始内容存档于2022-02-02） （美国英语）.
7. ↑  Thatcher, Michelle. . CNET.   [2022-05-01]. （原始内容存档于2022-05-01） （英语）.
8. ↑  Kanellos, Michael. . CNET.   [2022-05-01]. （原始内容存档于2022-05-01） （英语）.
9. ↑  Thatcher, Michelle. . CNET.   [2022-05-01]. （原始内容存档于2022-05-01） （英语）.
10. ↑  . asia.dynabook.com.   [2022-05-01] （英语）.
11. ↑  . NVIDIA.   [2022-05-01]. （原始内容存档于2020-11-13） （中文（中国大陆））.